# Koschlja
Koschlja (russisch Кожля) ist ein Dorf (derewnja) in der Oblast Kursk in Russland. Es gehört zum Rajon Kurtschatow und zur Landgemeinde (selskoje posselenije) Makarowski selsowjet.

## Geographie
Der Ort liegt gut 43,5 km Luftlinie westlich des Oblastverwaltungszentrums Kursk im südwestlichen Teil der Mittelrussischen Platte, 11 km nordwestlich des Rajonverwaltungszentrums Kurtschatow, 5 km vom Sitz des Dorfsowjet – Makarowka, 63,5 km von der Grenze zwischen Russland und der Ukraine.

### Klima
Das Klima im Ort ist wie im Rest des Rajons kalt und gemäßigt. Es gibt während des Jahres eine erhebliche Niederschlagsmenge. Dfb lautet die Klassifikation des Klimas nach Köppen und Geiger.

## Bevölkerungsentwicklung
| Jahr | Einwohner |
| ---- | --------- |
| 2002 | 45        |
| 2010 | 18        |

Anmerkung: Volkszählungsdaten

## Verkehr
Koschlja liegt 35,5 km von der Fernstraße föderaler Bedeutung M2 „Krim“ (Moskau – A142/Trosna – Grenze zur Ukraine), 9,5 km von der Straße regionaler Bedeutung 38K-017 (Kursk – Lgow – Rylsk – Grenze zur Ukraine), 0,5 km von der Straße interkommunaler Bedeutung 38N-362 (38K-017 – Nikolajewka – Schirkowo) und 10 km vom nächsten Bahnhof Lukaschewka (Eisenbahnstrecke Lgow-Kijewskij – Kursk) entfernt.
Der Ort liegt 140 km vom internationalen Flughafen von Belgorod entfernt.